# Adriano Paolucci
Adriano Paolucci (Roma, 11 febbraio 1979) è un ex pallavolista italiano, palleggiatore.

## Carriera
La carriera di Adriano Paolucci inizia a livello giovanile nel Roma VBC e poi nella Roma Volley. Fa il suo esordio da professionista nella stagione 1997-98, quando viene promosso in prima squadra e debutta in Serie A1: resta nel club capitolino per cinque stagioni, fino al suo scioglimento nel 2002, vincendo nella stagione 1999-00 lo scudetto e la Coppa CEV. Nel campionato 2002-03 passa all'API Pallavolo Verona, ma lascia il club dopo pochi mesi, terminando la stagione con la Pallavolo Reima Crema, in Serie A2.
Continua a giocare dal 2003-04 al 2005-06 nel campionato cadetto per il Salento d'Amare Taviano, vincendo una Coppa Italia di Serie A2. Nelle tre stagioni successive cambia altrettante volte club, giocando nell'ordine per la Marconi Volley Spoleto, la Materdomini Volley di Castellana Grotte ed il Top Team Volley Mantova. Nel campionato 2009-10 viene ingaggiato dalla M. Roma Volley, vincendo la seconda Coppa Italia di Serie A2 della sua carriera ed ottenendo la promozione nella massima serie; continua poi a giocare per il club fino alla sua scomparsa, al termine del campionato 2011-12.
Nella stagione 2012-13 torna a giocare in Serie A2, firmando per l'Argos Volley di Sora, mentre nella stagione successiva è ancora una volta nella massima serie con la Sir Safety Perugia, dove resta per due annate prima di passare, per il campionato 2015-16 al Junior Volley Civita Castellana, nel campionato cadetto.
Nella stagione 2016-17 veste la maglia del BluVolley Verona, in Serie A1. Dopo due annate in massima serie con la formazione scaligera, nel corso del campionato 2018-19 torna a disputare la Serie A2, stavolta con la APD Roma.

## Palmarès

### Club
- Campionato italiano: 1

1999-00
- Coppa Italia di Serie A2: 2

2005-06, 2009-10
- Coppa CEV: 1

1999-00